# Aktuelt
Aktuelt (tidligere hhv. Socialisten, Social-Demokraten, Det Fri Aktuelt) var den danske arbejderbevægelses landsdækkende dagblad i 130 år fra 22. juli 1871 og til lukningen 6. april 2001.. Aviserne blev fra 1876 udgivet af A-pressen, som også stod for udgivelse af dagblade i provinsen samt andre blade og bøger.

## Socialisten
Det første nummer af ugebladet Socialisten blev udgivet lørdag den 21. juli 1871 med Harald Brix som redaktør. Medgrundlæggeren af bladet, Louis Pio, blev en fremtrædende debattør i bladets første dage. Socialisten kom herved til at blive arbejdernes designerede ugeblad, hvor de opfordredes til at tilslutte sig den socialistiske bevægelse.

I indledningen til første nummer stod en hensigtserklæring:
"Socialisten" vil være et Arbejderblad i Ordets fulde Betydning og vil i videste Udstrækning gøre Arbejdernes og Husmændenes berettigede Fordringer gældende.

Redaktionen vil paatale al uretfærdig Undertrykkelse og vil ved alle de Midler, der staar til dens Raadighed søge at samle den ubemidlede Klasse til en fælles Optræden ligeoverfor Kapitalen.
I første nummer erklærede redaktionen, at den ønskede at blive gjort bekendt med alt, der foregik på fabrikkerne, herunder lønningsforholdene. Samtidig opfordrede den arbejderforeninger til at indsende annoncer om generalforsamlinger og møder. Avisen havde kontor i Integade 1 i København, hvorfra hæfterne Socialistiske Blade om politiske emner også blev distribueret, med Louis Pio som redaktør under pseudonymet "En Arbejder".
Avisens politiske agitation blev overvåget af politiet. De første 19 numre af ugeavisen var blevet trykt hos O.C. Olsen & Co., men aftalen ophørte efter en politisag mod trykkeriet og efter flere forsøg med trykning andre steder endte avisen med at blive trykt i udlandet fra januar 1872, først i Malmø og derefter Hamborg med et oplag på 3000 eksemplarer.
Fra 2. april 1872 overgik avisen til at blive et dagblad og redaktionen var flyttet til Ravnsborggade 21 på Nørrebro. I forbindelse med Slaget på Fælleden i maj 1872 blev avisens redaktører arresteret og idømt lange fængselsstraffe. Herefter havde avisen skiftende vikarierende redaktører frem til 9. maj 1874, hvor redaktør Carl Vilhelm Rasmussen, fra 1884 gift med senere journalist Jaquette Liljencrantz, trak sig tilbage og samtidig erklærede, at avisen skiftede navn til Social-Demokraten men ellers fortsatte med samme redaktionelle linje som Socialisten.

## Social-Demokraten
Dagbladet Social-Demokraten udkom første gang 10. maj 1874. På avisens bagside skrev en række københavnske fagforeninger, at de havde købt avisen på Børsen og nu stod bag udgivelsen. Sammenslutningen af fagforeninger ejede nu den ene halvpart. Årsagen til salget var, at Socialisten var kommet i økonomiske vanskeligheder, da avisens investor grosserer Niels Jensen var gået konkurs. De anden halvpart blev købt af Fr. A. Hertz på vegne af bogtrykker F. Henriksen. I en erklæring fra fagforeningernes bestyrelser fra 7. maj lød det, at Social-Demokraten overtog Socialistens rolle som officielt organ for Det socialistiske Arbejderparti. Den første ansvarshavende redaktør for Social-Demokraten var Anthon Mundberg, ekspeditionskontoret var rykket til Suhmsgade 2 og avisen blev igen trykt i København, nu hos F. Henriksens Bogtrykkeri fra 1874.
I slutningen af 1876 tog Pio til Hamborg for at købe trykkemaskiner, da F. Henriksens Bogtrykkeri ikke længere kunne levere. Jaquette Liljencrantz og flere fagforeninger bidrog økonomisk til etableringen af arbejderbevægelsens eget trykkeri Centraltrykkeriet i Ravnsborggade 18 og dermed var A-pressen en realitet. Jaquette Liljencrantz blev bladets første kvindelige journalist.
Social-Demokratens redaktion var de første år præget at ustabilitet, da redaktørerne skiftevis blev idømt fængselsstraffe på grund af deres journalistik. Ofte lød dommen på majestætsfornærmelse. Efter sin løsladelse fra fængslet i 1875 blev Louis Pio redaktør for bladet, indtil han emigrerede til USA i 1877. Efter at også Harald Brix forlod avisen på grund af endnu en fængselsdom i 1877 blev Saxo Wiegell valgt som redaktør, indtil også han i forbindelse med en sandsynlig fængselsdom, i stedet valgte at emigrere til USA i 1879 .
Mundberg og Hertz arbejdede med redaktionen, for Hertz vedkommende afbrudt af en fængselsstraf, indtil typograf Emil Wiinblad trådte til som redaktør fra 1881, hvorefter Mundberg forlod bladet. Hertz fortsatte i redaktionen indtil 1886 og Wiinblad indtil 1911 I løbet af 1880'erne var arbejderbevægelsen inde i en genopbygningsfase og det betød en stor fremgang for avisens oplagstal og en mere stabil redaktion på Social-Demokraten. Samtidig begyndte arbejderbevægelsen at udgive dagblade i nogle af de største provinsbyer. Demokraten i Aarhus startede i 1884, som den største af provinsens arbejderaviser.
1. januar 1901 rykkede Social-Demokraten ind i Nørre Farimagsgade 47, hvor avisen fik hovedsæde og trykkeri mange år fremover. Avisen blev Danmarks største dagblad i det første tiår af 1900-tallet. I 1901 var oplagstallet steget til 42.000 og i 1913 til 46.000. Det almene nyhedsstof blev gradvist udvidet. Fra 1. oktober 1905 blev avisen et dagblad.
Efter 1910 blev avisens omfang udvidet fra de 4 sider, som den hidtil havde haft og fik stadig flere billeder. Fra 1918 fik Social-Demokraten også sin egen aftenavis, Klokken 5. Dagbladet var trådt i karakter som en egentligt partiavis for Socialdemokratiet, hvor andre fremvoksende arbejderpartier og politiske organisationer for arbejdere begyndte at lave deres egne politiske dagblade, herunder den syndikalistiske arbejderbevægelse med aviser som Solidaritet og Klassekampen, og, efter stiftelsen af DKP i 1919, Arbejderbladet for kommunisterne.
Fra 1930'erne modtog Social-Demokraten i stigende grad tilskud fra De Samvirkende Fagforbund (LO), da avisen havde svært ved at klare sig i konkurrencen med de andre københavnske morgenblade, og samtidig blev tappet for ressourcer af de efterhånden mange lokale udgaver. Klokken 5 havde man været nødt til at lukke igen på grund af konkurrence fra frokostaviserne Ekstra Bladet og BT. 
I 1950'erne gik Social-Demokraten og de socialdemokratiske provinsaviser tilbage i oplagstal. Derfor gennemførte Socialdemokratiet derfor en betydelig kursændring i bladpolitikken og den afspejlede sig i mere politisk neutrale navne til aviserne. Social-Demokraten skiftede navn til Aktuelt i 1959.

## Aktuelt og Det fri Aktuelt
Aktuelt var flagskibet i en mediestrategi, som LO finansierede med det formål at give den borgerlige presse et kvalificeret modspil.
I 1966 lancerede gik avisen over til tabloid format og lancerede formatet Søndags-Aktuelt, hvis indhold til forveksIing lignede Ekstra Bladet og BT. Søndags-Aktuelt blev ikke opfattet som en socialdemokratisk avis. 1970 flyttede Aktuelt fra Social-Demokratens gamle adresse i Nørre Farimagsgade og til et nybygget mediehus med trykkeri i Hillerød. Samtidig opgav man de resterende lokale udgaver og besluttede at blive en samlet landsdækkende avis. Formålet var at modgå et vigende avissalg.
I 1986 besluttede LO at flytte avisen tilbage til København med nye kontorer på Rådhuspladsen. I en årrække var Aktuelt den eneste tabloidavis, der udkom om søndagen, men Søndags-Aktuelt stoppede i 1988, da Ekstra Bladet og B.T. lancerede deres søndagsudgaver i 1987; siden 1987 begyndte oplaget at falde.
Aktuelts lukning skyldes ophøret af LO's årlige tilskud på 60 millioner kr. Flere højtstående personer i både LO og socialdemokratiet udtrykte vemod, men også kritik, idet Aktuelt ikke længere var i stand til at nå sin kerne-målgruppe, så med et oplag på kun 25.000 eksemplarer lod LO sit tilskud til avisens drift ophøre.
En medarbejder gruppe fra Aktuelt forsøgte at udgive ugeavisen, Weekend Nu, som kun udkom fra 31. august til 16. november 2001, hvor den lukkede.

## Avisens navne gennem tiden
1. Socialisten (1871-1874)[15]
2. Social-Demokraten (1874-1959)
3. Aktuelt (1959-87)
4. Det Fri Aktuelt (1987-97)
5. Aktuelt (1997-2001)

## Chefredaktører
På grund af myndighedernes indgreb mod bladet havde det en del stråmandsredaktører i 1870'erne og 1880'erne. Nedenfor er kun nævnt de faktiske redaktører. En del medredaktører er også udeladt.
1. Harald Brix og Louis Pio, avisens grundlæggere[21] (2. april 1871-1877)
2. Emil Wiinblad,[22] (8. maj 1881 – 1911)
3. Frederik Borgbjerg,[23] (1. maj 1911 – 15. maj 1924) og (1. august 1928 – 30. april 1929)
4. Marinus Kristensen,[24] (15. maj 1924 – 31. juli 1928)
5. H.P. Sørensen,[25] (1. maj 1929 – 2. juli 1941)
6. Peder Tabor,[26] (3. juli 1941 – 31. marts 1959)
7. Arne Ejbye-Ernst,[27] (1. april 1959 – 15. august 1964)
8. Ivar Nørgaard,[28] (15. august 1964 – 24. august 1965, administrerende chefredaktør)
9. Carl Emil Hylander,[29] (15. august 1964 – 30. september 1970)
10. Bent Hansen,[30] (1. oktober 1970 – 30. december 1981)
11. Harry Rasmussen,[31] (31. december 1981 – 1986)
12. Jørgen Flindt Pedersen,[32] (til 1989 sammen med Erik Stephensen)[33] (1. marts 1987 – 1993)
13. Lisbeth Knudsen, (1993 – 98)[34]
14. Kresten Schultz Jørgensen,[35] (1998 – 00) sammen med
15. Anders Jerichow,[36] (1998 – 01)

## Udvalgt litteratur
- Kristiansen, Freddie (2021). Mordet på Kalvebod Brygge : den socialdemokratiske presses liv og død (1. udgave). Frederiksberg: Frydenlund. ISBN 978-87-7216-435-9.
- Flensburg, Thomas, På støtten – eller historien om verdens ældste arbejderavis i Hansen Jette (red.) Fyret. Ti beretninger om at miste sit arbejde., 2001.
- Arbejderpressen – Leksikon for det 21. århundrede
- Thomsen & Sølling, De Danske Aviser, bind 2 (1989), s. 149-156 & bind 3 (1991), s. 144-157.